# Edgar Oehler

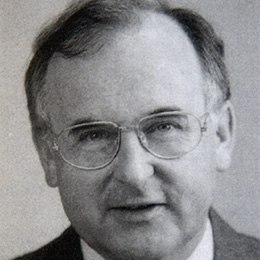
Edgar Oehler

Edgar Oehler (* 2. März 1942 in Balgach; heimatberechtigt ebenda; † 13. März 2025) war ein Schweizer Unternehmer und Politiker (CVP). Er war einer der erfolgreichsten und schillerndsten Unternehmer der Schweiz und eine prägende Figur der Ostschweizer Wirtschaft und Politik.

## Jugend
Oehler besuchte von 1949 bis 1955 die Primarschule in Balgach und 1956 die Sekundarschule in Widnau, bevor er von 1956 bis 1962 die Kantonsschule St. Gallen besuchte und diese 1962 mit der Matura abschloss. Nach der Matura verdiente er den Militärdienst als Infanterist bis zum Leutnant ab.
Von 1963 bis 1967 studierte er an der Hochschule St. Gallen Staatswissenschaften, Richtung öffentliches Recht, im konsular-diplomatischen Lehrgang. Danach studierte er unter anderem an der Universität Zürich und der Christian University Tokyo und promovierte 1975.

## Geschäftliche Karriere

Edgar Oehler (r.) 1972 an der HSG St. Gallen, am 3. Internationalen Management-Gespräch mit Wolfgang Schürer

Schon neben dem Studium betrieb Oehler sein eigenes Gipsergeschäft in Balgach und war bei der Tageszeitung Die Ostschweiz sowie den angeschlossenen Kopfblättern Journalist, später Chefredaktor. Diese Tätigkeiten stellte er 1985 nach dem Eintritt bei der Arbonia-Forster-Gruppe (AFG) ein.

### Arbonia Forster
Von 1985 bis 1990 war Oehler Generaldirektor von AFG mit Sitz in Arbon, Kanton Thurgau. 2003 übernahm er die Aktienmehrheit der AFG und war bis 2011 Präsident des Verwaltungsrates und Vorsitzender der Geschäftsleitung der AFG. Er blieb bis 2014 Mitglied im Verwaltungsrat und war bis November 2014 Hauptaktionär des Unternehmens.
Oehlers Führung von Arbonia als Mehrheitseigentümer und Unternehmenschef war von einem rasanten Wachstumskurs geprägt. Oehler kaufte ein Unternehmen nach dem anderen und breitete sich in sehr unterschiedliche Wirtschaftszweige aus. Gemäss der SonntagsZeitung sass ihm das Geld «locker in der Tasche, oft zu seinen Gunsten und zum Schaden der übrigen Aktionäre», z. B. als er die ihm gehörende STI-Hartchrom AG an Arbonia verkaufte, nach der Ansicht oppositioneller Aktionäre zu einem überhöhten Preis. Oehler profilierte sich unter anderem durch den Kauf der Namensrechte des neuen Stadions des FC St. Gallen und durch den Bau eines teuren, extravaganten Unternehmenshauptsitzes in Arbon.
Auf dem Höhepunkt des Wachstums, 2008, beschäftigte Arbonia 6'000 Menschen und machte einen Umsatz von 1,2 Mia. Franken. Die Wirtschafts- und Finanzkrise 2008/2009 führte jedoch dazu, dass Oehler unter dem Druck der kreditgebenden Banken die Stimmenmehrheit an Arbonia abgeben musste. Später stellte sich heraus, dass Oehler «zulasten des Unternehmens Geld in seine private Tasche gesteckt» und eigenmächtig millionenschwere Projekte unternommen hatte, z. B. das teure Sponsoring des FC St. Gallen. Oehler und AFG einigten sich auf eine Rückzahlung von 2,4 Mio. Franken durch Oehler. Unter dem Druck oppositioneller Aktionäre gab Oehler das Verwaltungsratspräsidium 2011 ab, blieb aber bis 2014 im Verwaltungsrat.

### STI Hartchrom
Nachdem der Industrielle Michael Pieper 2014 in die AFG investierte und Oehlers Imperium zerschlagen hatte, kaufte Oehler dem Konzern die Hartchrom AG (firmierend als STI Group, nicht zu verwechseln mit der deutschen STI Group) wieder ab, und zwar zur Hälfte des einstmaligen Preises. Dieses Unternehmen führte er bis zu seinem Rücktritt als Geschäftsführer 2023 im Alter von 81 Jahren. Seine Nachfolge als Geschäftsführerin trat seine Tochter Andrea Oehler an.

## Politik

Der neu gewählte Nationalrat (1971)

Oehler war von 1971 bis 1995 Nationalrat und während dieser Zeit Mitglied des Fraktionsvorstandes der CVP-Fraktion in der Bundesversammlung. Der CVP-Politiker war Mitglied verschiedener parlamentarischer Kommissionen mit Schwergewicht Wirtschafts-, Finanz-, Aussen- und Staatspolitik. Von 1991 bis 2004 war er Präsident des Verbandes Schweizerischer Zigarettenindustrie und dadurch Lobbyist der Tabakbranche.
Als Nationalrat bewirkte er, dass Adoptionsvermittlungsstellen, die illegale Adoptionen von Kindern aus Sri Lanka in die Schweiz organisierten, weiterarbeiten konnten; selbst adoptierte Oehler vier Mädchen aus Sri Lanka. International bekannt wurde Oehler 1990 als Leiter einer Mission Schweizer Politiker, die beim irakischen Diktator Saddam Hussein die Freilassung von 16 Schweizer Geiseln bewirkte. Danach nannte man Oehler auch den «Kalifen von Bagdad».
1994 erzwang die St. Galler CVP Oehlers Rückzug aus der Politik, indem sie eine Amtszeitbeschränkung für ihre Mandatsträger einführte. Diese zielte auf Oehler ab, der als Vertreter der konservativen Strömung in der CVP zunehmend aneckte und damit nach 23 Jahren im Nationalrat nicht mehr zur Nationalratswahl 1995 antreten durfte.

## Privatleben
Oehler wohnte in Balgach und hatte vier Töchter, die er durch Vermittlung von Alice Honegger aus Sri Lanka adoptierte. Er war mit der Malerin Marianne Oehler-Metzler verheiratet.
In der Schweizer Armee bekleidete er den Grad des Obersten. Sein Vermögen wurde 2020 vom Wirtschaftsmagazin Bilanz auf 275 Millionen Franken geschätzt.

## Schriften

### Als Autor
- Die Erledigung von Gemeindeaufgaben durch örtliche Korporationen im Kanton St. Gallen. In: Verwaltungspraxis. 24 (1970), Heft 6, S. 163–169.
- Die Volksrechte im Kanton St. Gallen. Verlag Ostschweiz, St. Gallen 1975 (Diss. Nr. 479 Hochschule St. Gallen, 1973).
- Meilensteine in der Panzergeschichte. So entstand der Schweizer Panzer. In: Die Ostschweiz. 6. Juli 1978, S. 1.
- Führung und Kontrolle aus Sicht eines Unternehmers. Führungsstil mit persönlicher Prägung. In: Der Schweizer Treuhänder. 80 (2006), Heft 11, S. 834–836.

### Als Herausgeber
- Johann Jakob Stephan (1868–1930) und Anna Maria Karolina (1867–1938) Oehler-Zünd von Balgach und ihre acht Kinder. Verlag Dr. Felix Wüst, Küsnacht 2018, ISBN 978-3-033-06022-7.[11]
- Stammtafeln Öler, Oeler, Öhler und Oehler von Balgach SG. Verlag Dr. Felix Wüst, Küsnacht 2018, ISBN 978-3-033-06203-0.[11]